# Thomas Altizer
Thomas Jonathan Jackson Altizer, född 28 september 1927 i Charleston, West Virginia, död 28 november 2018 i Stroudsburg, Pennsylvania, var en amerikansk radikal teolog.
Altizer gjorde sig under 1960-talet känd som företrädare för den så kallade "Gud-är-död-teologin". Bland hans skrifter märks  The Gospel of Christian Atheism (1966).